# Aclastus rufipes
Aclastus rufipes là một loài tò vò trong họ Ichneumonidae.